# Англо-эфиопское соглашение (1944)
Англо-эфиопское соглашение 1944 года было подписано в Аддис-Абебе 19 декабря сроком на два года, когда истёк срок действия англо-эфиопского соглашения 1942 года. По этому соглашению были отменены неравноправные положения, навязанные Великобританией Эфиопии в 1942 году. Также Великобритания признала Эфиопию союзником, а не вражеской территорией. Британское правительство обязывалось прекратить оккупацию эфиопских территорий по истечении срока действия соглашения, однако оно вывело войска из Эфиопии только в 1955 году.

## Предыстория
Негус Эфиопии Хайле Селассие, как и до захвата Эфиопии Италией, опирался в управлении страной на иностранных советников, которыми по англо-эфиопскому соглашению 1942 года являлись исключительно британские подданные. Британские советники, многие из которых до этого работали в колониальных ведомствах, были склонны управлять Эфиопией как колонией Великобритании, что вызывало постоянные трения между двумя странами. Одновременно Аддис-Абеба многократно выступала с уверениями в искренних отношениях с Великобританией, в незыблемости двустороннего сотрудничества, а также призывала Лондон не доверять сообщениям печати о том, что Эфиопия якобы стремится удалить британцев из страны, опираясь на США в качестве противовеса. В мае 1943 года Хайле Селассие заявил, что, «по-видимому, наши друзья (британцы) не рады отношениям, какие мы имеем с Америкой... Вступая в более тесные связи с американцами, мы отнюдь не намерены отказаться от Англии».
Однако Британия не доверяла подобным заявлениям негуса. Форин-офис располагал подтверждениями тому, что Эфиопия находится в постоянном поиске альтернатив влиянию Великобритании. Британцы противодействовали этим попыткам Эфиопии, осуществляя прямо или косвенно дипломатическое давление на её внешнеполитических партнеров. Так, в 1943 году США, решив не допустить осложнения отношений с Великобританией, отказали Эфиопии в просьбе предоставить заём в 50 миллионов долларов и направить в Аддис-Абебу на работу 400 специалистов. Также из-за давления Великобритании Эфиопия не смогла получить кредиты и специалистов в Швеции.
Другим спорным моментом в англо-эфиопских отношениях был британский контроль над банковским делом и финансами Эфиопии, который привёл к тому, что все эфиопские аккредитивы должны были размещаться в банках Адена (британской колонии) и что весь эфиопский экспорт должен был проходить через процедуру клиринга в этом же порту, это приносило британцам официальную норму прибыли в размере 9—11%; кроме того, все доллары, заработанные от экспорта в США, должны были автоматически конвертироваться в фунты стерлингов. Хайле Селассие и его министры решили сосредоточить свои усилия на трёх конкретных пунктах: новый договор на замену соглашению 1942 года; новая валюта для замены восточноафриканского шиллинга, который был навязан Эфиопии британцами в рамках соглашения 1942 года; новый источник военной помощи, который гарантировал бы, что Эфиопия больше не будет зависеть от Великобритании.

## Переговоры

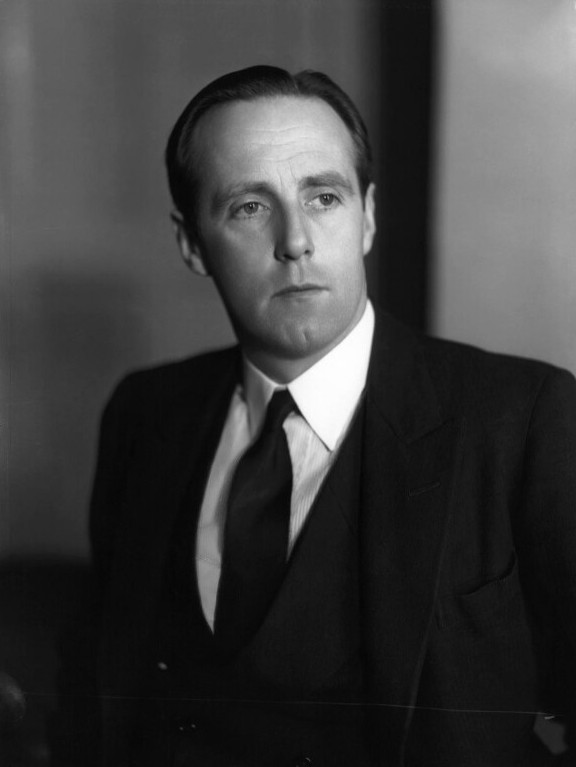
Хербранд Саквилл, граф де ла Варр, глава британской делегации в Эфиопии

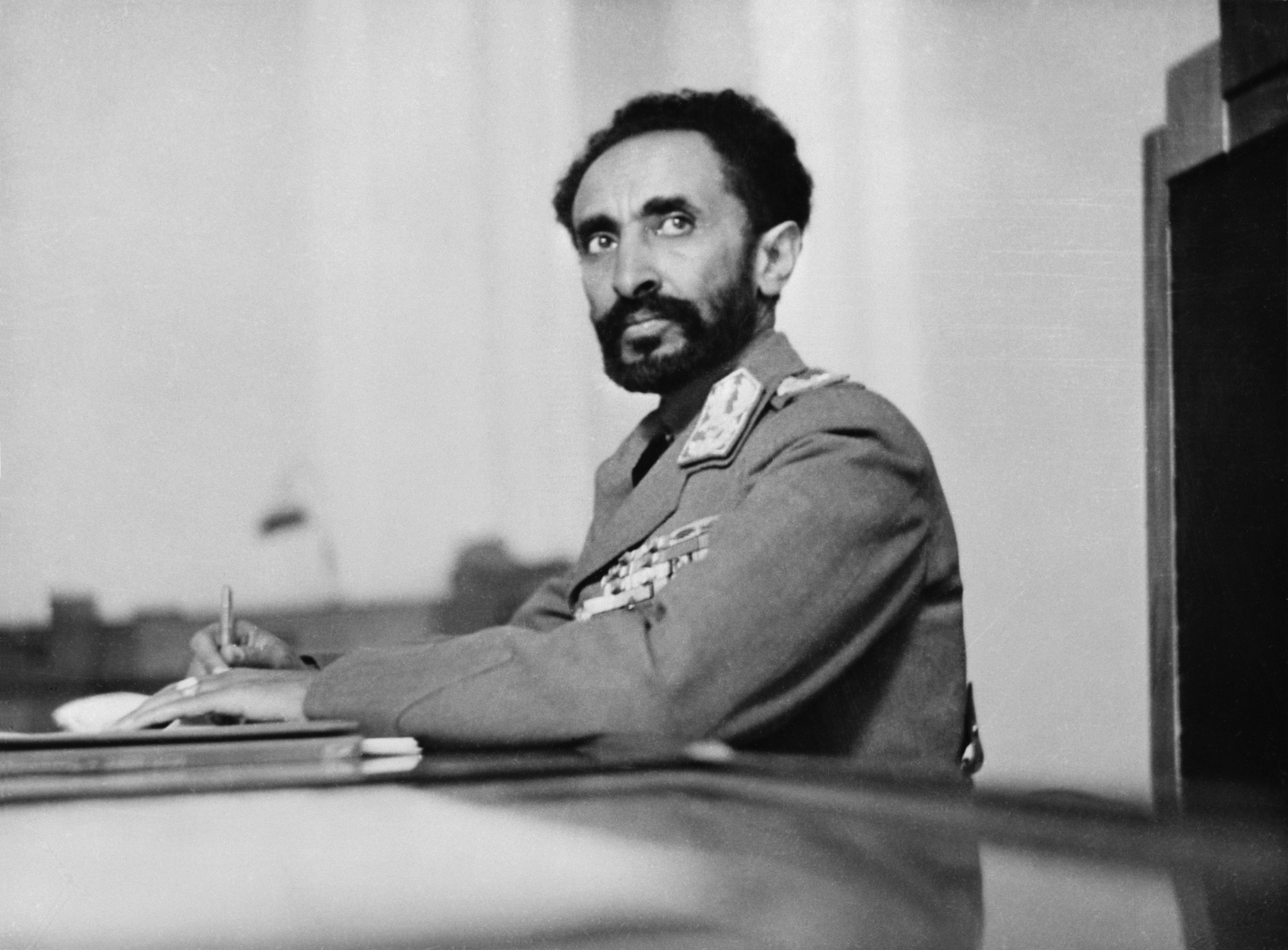
Негус Эфиопии Хайле Селассие в 1940-х годах

Несмотря на недовольство Эфиопии соглашением 1942 года, и Хайле Селассие, и ближайшая группа его министров не спешили подавать уведомление, необходимое для прекращения действия этого соглашения. Джон  Спенсер, американский советник Эфиопии по международному праву в этот период, объяснял это тем, что власти Эфиопии опасались возмездия в виде повторной оккупации британцами провинции Тигре, расположенной к югу от Эритреи, провинций Сидамо и Гэму-Гофа, граничащих с Кенией, и, возможно, других территорий на западе, таких как провинции Уоллега и Иллубабор, что было предметом постоянных консультаций эфиопского правительства с ним.
В начале 1944 года Спенсер отправил Великобритании ряд предложений по новому соглашению, которые предусматривали прекращение приоритета британского посла над всеми другими членами дипломатического корпуса, британского контроля над валютой, финансами и судами, прекращение авиационной монополии британских воздушных сил, подотчётность британской военной миссии в Эфиопии военному министру Эфиопии, уход Британии из Огадена и Зарезервированной зоны. Все эти предложения были отклонены британским правительством, которое в ответ предложило прислать группу для их изучения. На это не согласилось уже эфиопское правительство, поскольку это предложение не подразумевало обязательство Великобритании провести переговоры по новому соглашению.
25 мая 1944 года эфиопское правительство всё же направило британскому поверенному в делах уведомление о расторжении англо-эфиопского соглашения 1942 года за три месяца до окончания его срока действия, а также просьбу о скорейших переговорах по заключению нового соглашения. К этому времени США не только восстановили свою дипломатическую миссию в Эфиопии, но и объявили страну имеющей право на получение ленд-лиза, что оказало важнейшее влияние на эфиопских чиновников в их переговорах с Великобританией.
Первоначальным ответом Великобритании было молчание. Только после того, как правительство Эфиопии напомнило британскому правительству об истечении срока действия соглашения 16 августа и о том, что они с нетерпением ожидают получения во владение железной дороги и управления Огаденом и Зарезервированной зоной, Великобритания отправила ответ. Сначала британцы пытались отсрочить расторжение соглашения, утверждая, что они не могут удовлетворить требования Эфиопии, и согласились на двухмесячное продление даты передачи прав на железную дорогу и оккупированные Великобританией территории. Британская делегация во главе с графом де ла Варром приступила к переговорам с эфиопским правительством 26 сентября 1944 года.
Эфиопия, которой удалось стабилизировать к 1944 году внутриполитическую обстановку, проводила переговоры с британской делегацией очень жёстко, не поддаваясь ни открытому давлению и шантажу, ни уговорам и посулам. В ходе переговоров Эфиопия отказалась от предложения Великобритании получить безвозвратную сумму в размере 1 миллиона фунтов стерлингов, так как в обмен на получение этой суммы должен был быть создан совет по развитию страны, который включил бы в себя и британских, и эфиопских специалистов, что правительство Эфиопии сочло несовместимым с его суверенитетом.
В августе 1944 года Эфиопия ознакомила посла Швеции в Москве со своими предложениями Великобритании по заключению нового договора на смену соглашению 1942 года. Этот шаг, предпринятый Эфиопией вразрез британским требованиям, являлся демонстрацией собственной внешнеполитической самостоятельности и выражал стремление Эфиопии придать международный акцент двусторонним связям с Великобританией.

## Условия соглашения

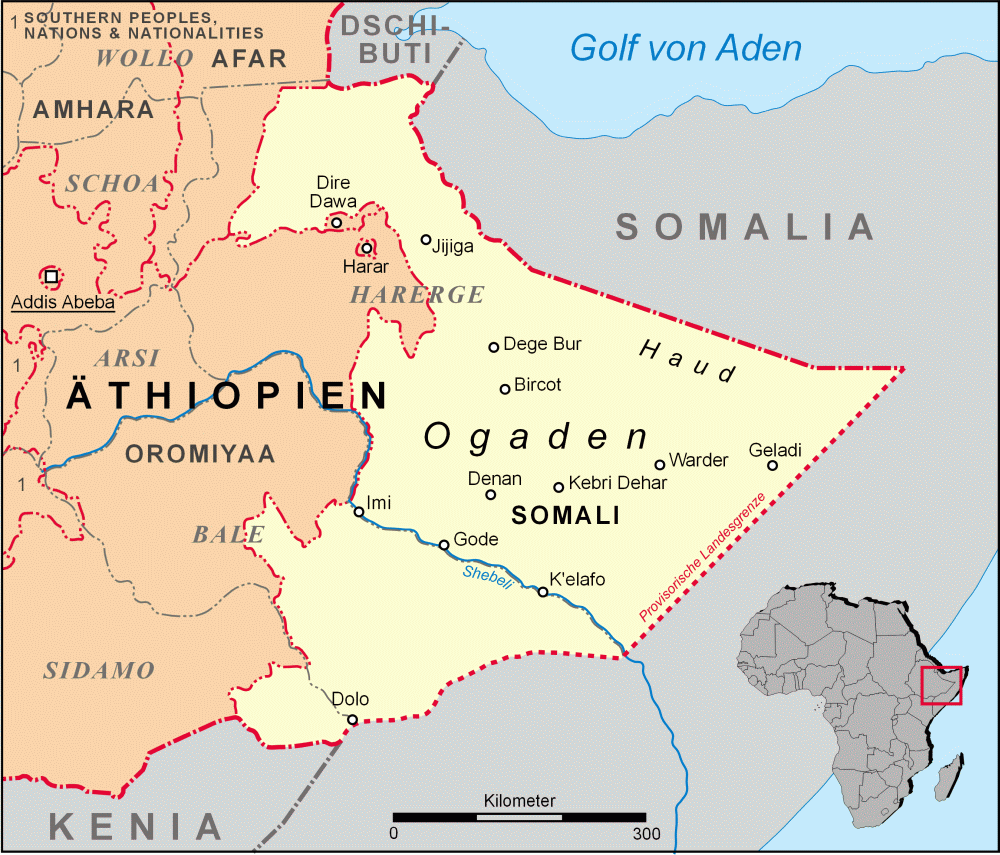
Территория Огадена

Англо-эфиопское соглашение 1944 года было подписано 19 декабря премьер-министром Эфиопии Эндалькачоу Мэконныном. Оно предусматривало полное признание Великобританией суверенитета Эфиопии и передачу управления железной дороги Джибути — Аддис-Абеба эфиопским властям через три месяца (при условии, что эфиопское правительство сможет предоставить гарантии по обеспечению бесперебойного функционирования железной дороги). Британское правительство отказалось от права дипломатического приоритета и исключительного права на назначение или одобрение советников других государств в Эфиопии, однако соглашение устанавливало, что британская военная администрация сохраняется в провинции Огаден и Зарезервированной зоне, граничащих с Сомали и составляющих треть территории Эфиопии, на период действия соглашения, то есть до 19 декабря 1946 года. Также Эфиопия разрешила Великобритании установить регулярное воздушное сообщение над её территорией. При этом за эфиопским государством признавалось право собственника недр в Зарезервированной зоне и Огадене. Эфиопским войскам предоставлялась свобода передвижения в британской оккупационной зоне. Глава британской военной миссии в Эфиопии стал ответствен перед эфиопским военным министром. Беспрепятственная транспортировка британских войск по территории Эфиопии ограничивалась только дорогой Джиджига — Дыре-Дауа. По соглашению 1944 года британские подданные стали подсудны эфиопским органам юстиции.
Однако, возможно, более важным было использование в соглашении слова «союзник» в отношении Эфиопии. Это не только устранило какие-либо основания для рассмотрения Эфиопии как «вражеской территории» (в таком качестве Эфиопию предлагал рассматривать британский генерал Филипп Митчелл, главный политический сотрудник высшего командования восточноафриканских сил Великобритании), но и гарантировало Эфиопии участие в будущей Парижской мирной конференции 1947 года на стороне союзников. Также статус союзника гарантировал сохранение территориальной целостности Эфиопии. Помимо этого, в обмен на уступку по поводу оккупации Огадена Эфиопия смогла рассчитывать на поддержку Великобританией своих претензий на Эритрею.
Срок действия англо-эфиопского соглашения 1944 года был определён в два года с даты подписания.

## Последствия
Военно-политический контроль в восточной Эфиопии предоставлял Великобритании возможность постоянного давления на Аддис-Абебу для получения тех или иных преимуществ. В целях сохранения и укрепления своего влияния в Эфиопии Лондон продолжал использовать британскую военную миссию. Форин-офис многократно в 1945 году противодействовал попыткам Эфиопии нанять из Швеции офицеров для обучения собственных вооруженных сил. Однако, несмотря на давление Великобритании, Эфиопия смогла восстановить дипломатические отношения со Стокгольмом и получила заём в 5 миллионов шведских крон под 3,5% годовых для оплаты специалистов и закупок необходимого оборудования.
Британская оккупация части эфиопских земель сплачивала население Эфиопии, которое единодушно выступало против наличия британских военных сил в стране. Это укрепляло центростремительные тенденции в стране и, в частности, способствовало формированию абсолютной монархии. Однако многолетняя оккупация восточной Эфиопии препятствовала политико-территориальной консолидации империи, так как из-за установления британского контроля эти территории на несколько лет вышли из-под юрисдикции Эфиопии. К тому же политика Великобритании, направленная на укрепление её контроля над оккупированными территориями, привела к отчуждению части местного населения от эфиопского государства; после окончания оккупации это создавало трудности в развитии Эфиопии.
Установление официальных связей с США, СССР и Швецией и дипломатическое поражение Великобритании, которая была вынуждена отказаться от установления полного контроля над Эфиопией, привели к фундаментальным изменениям в эфиопской внешней политике. В 1945 году Эфиопия вступила в ООН, тем самым проявив себя как самостоятельный и равноправный субъект международных отношений.
Англо-эфиопское соглашение 1944 года было заключено на два года, но по истечении оговоренного договором срока Великобритания не вывела свою армию с территории Эфиопии. В 1948 году Великобритания вернула Эфиопии контроль над Огаденом, при этом сохранив оккупацию Хауда и небольшого коридора Зарезервированной зоны до Джиджиги.
Британский воинский контингент был окончательно выведен из Эфиопии только в 1955 году по англо-эфиопскому соглашению 1954 года.